# Let There Be Rock Tour
Let There Be Rock Tour – druga trasa koncertowa grupy muzycznej AC/DC, w jej trakcie odbyły się sto cztery koncerty. Jest to pierwsza trasa koncertowa, gdy grupa dała koncerty poza granicami Australii i Zjednoczonego Królestwa Wielkiej Brytanii.

## Program koncertów

### Typowa setlista
1. "Live Wire" lub "Let There Be Rock"
2. "Problem Child"
3. "Hell Ain’t a Bad Place to Be"
4. "Whole Lotta Rosie"
5. "High Voltage"
6. "The Jack"
7. "Bad Boy Boogie"
8. "Rocker" lub "T.N.T."

W tej setliście czasami koncerty kończyły się "Rocker". "T.N.T." nie było grane.

### Setlista 2
1. "Live Wire"
2. "She’s Got Balls"
3. "Problem Child"
4. "Whole Lotta Rosie"
5. "Dog Eat Dog"
6. "High Voltage"
7. "The Jack"
8. "Baby, Please Don’t Go" (cover Big Joe Williamsa)
9. "Rocker"

### Setlista 3
1. "Live Wire"
2. "She’s Got Balls"
3. "Whole Lotta Rosie"
4. "High Voltage"
5. "Rocker"
6. "Can I Sit Next To You Girl"

## Lista koncertów
1. 5 kwietnia 1977 – Paryż, Francja – Pavillon de Paris
2. 6 kwietnia 1977 – Colmar, Francja – Téat Plen Air
3. 7 kwietnia 1977 – Offenbach, Niemcy – Stadthalle Offenbach (Easter Rock Festival 1977)
4. 9 kwietnia 1977 – Kolonia, Niemcy – Sporthalle (Easter Rock Festival 1977)
5. 10 kwietnia 1977 – Norymberga, Niemcy – Messehalle (Easter Rock Festival 1977)
6. 11 kwietnia 1977 – Ludwigshafen, Niemcy – Friedrich-Ebert-Halle (Easter Rock Festival 1977)
7. 13 kwietnia 1977 – Thônex, Szwajcaria – Salle des Fêtes
8. 14 kwietnia 1977 – Zurych, Szwajcaria – Volkhaus
9. 16 kwietnia 1977 – Bruksela, Belgia – Cirque Royal
10. 17 kwietnia 1977 – Amsterdam, Holandia – RAI Amsterdam Convention Centre
11. 18 kwietnia 1977 – Hamburg, Niemcy – Ernst-Merck-Halle
12. 19 kwietnia 1977 – Kopenhaga, Dania – Falconer Salen
13. 20 kwietnia 1977 – Sztokholm, Szwecja – Konserthuset
14. 21 kwietnia 1977 – Lund, Szwecja – Olympen
15. 22 kwietnia 1977 – Göteborg, Szwecja – Scandinavium
16. 29 kwietnia 1977 – Offenbach, Niemcy - Stadthalle Offenbach
17. 1 czerwca 1977 – Sydney, Australia – Bondi Lifesaver
18. 7 lipca 1977 – Sydney, Australia - Bondi Lifesaver
19. 8 lipca 1977 – Sydney, Australia - Bondi Lifesaver
20. 27 lipca 1977 – Austin, Teksas, USA – Armadillo World Heartquarters
21. 28 lipca 1977 – San Antonio, Teksas, USA – San Antonio Municipal Auditorium
22. 29 lipca 1977 – Corpus Christi, Teksas, USA – Ritz Music Hall
23. 30 lipca 1977 – Dallas, Teksas, USA – Electric Ballroom
24. 5 sierpnia 1977 – West Palm Beach, Floryda, USA – West Palm Beach Auditorium
25. 6 sierpnia 1977 – Jacksonville, Floryda, USA – Jacksonville Weterans Memorial Coliseum
26. 7 sierpnia 1977 – Pembroke Pines, Floryda, USA – Hollywood Sportatorium
27. 9 sierpnia 1977 – St. Louis, Missouri, USA – Mississippi Nights
28. 10 sierpnia 1977 – Kansas City, Missouri, USA – Kansas City Memorial Hall
29. 11 sierpnia 1977 – Schaumburg, Illinois, USA – B'Ginnings
30. 12 sierpnia 1977 – Cleveland, Ohio, USA – Huntington Convention Center of Cleveland
31. 13 sierpnia 1977 – Columbus, Ohio, USA – Agora Ballroom
32. 14 sierpnia 1977 – Columbus, Ohio, USA – Agora Ballroom
33. 16 sierpnia 1977 – Madison, Wisconsin, USA – Stone Hearth
34. 17 sierpnia 1977 – Milwaukee, Wisconsin, USA – Riverside Theater
35. 18 sierpnia 1977 – Indianapolis, Indiana, USA – Hilbert Circle Theater
36. 19 sierpnia 1977 – Dayton, Ohio, USA – Hara Arena
37. 21 sierpnia 1977 – Youngstown, Ohio, USA – Covelli Centre
38. 22 sierpnia 1977 – Columbus, Ohio, USA – Agora Ballroom
39. 24 sierpnia 1977 – Nowy Jork, Nowy Jork, USA – CBGB i The Palladium
40. 27 sierpnia 1977 – Detroit, Michigan, USA – Masonic Temple Theatre
41. 29 sierpnia 1977 – West Hollywood, Los Angeles, Kalifornia, USA – Whiskey a Go Go
42. 30 sierpnia 1977 – West Hollywood, Los Angeles, Kalifornia, USA – Whiskey a Go Go
43. 31 sierpnia 1977 – West Hollywood, Los Angeles, Kalifornia, USA – Whiskey a Go Go
44. 2 września 1977 – San Francisco, Kalifornia, USA – Old Waldorf
45. 3 września 1977 – San Francisco, Kalifornia, USA – Old Waldorf
46. 7 września 1977 – Fort Lauderdale, Floryda, USA – 4 O’Clock Club
47. 12 września 1977 – Aartrijke, Belgia – JH Jonkhovee
48. 14 września 1977 – Malmö, Szwecja – Folkets Park
49. 16 września 1977 – Örebro, Szwecja - nieznane miejsce koncertu
50. 17 września 1977 – Göteborg, Szwecja – Göteborg Konserthus
51. 19 września 1977 – Helsinki, Finlandia – Kulttuuritalo
52. 22 września 1977 – Sztokholm, Szwecja – Stockholm Concert Hall
53. 23 września 1977 – Kilonia, Niemcy - Ball Pömpos
54. 24 września 1977 – Brunszwik, Niemcy – Leisure and Education Center Bürgerpark
55. 25 września 1977 – Berlin, Niemcy - Kant Kino
56. 27 września 1977 – Erlangen, Niemcy – Neue Stadthalle Lengen
57. 28 września 1977 – Stuttgart, Niemcy – Gustav-Siegle-Haus
58. 29 września 1977 – Monachium, Niemcy - Schwabinger Bräu
59. 30 września 1977 – Singen, Niemcy – Scheffelhalle
60. 1 października 1977 – Würzburg, Niemcy – Frankenhalle
61. 2 października 1977 – Kaiserslautern, Niemcy – Fruchthalle
62. 4 października 1977 – Hamburg, Niemcy – Markthalle
63. 6 października 1977 – Zurych, Szwajcaria – Volkhaus
64. 8 października 1977 – Poperinge, Belgia - Belfortzaal
65. 9 października 1977 – Kontich, Belgia – Thier Brau Hof
66. 12 października 1977 – Sheffield, Anglia – Sheffield Hallam University
67. 14 października 1977 – Newcastle, Anglia – Mayfair Ballroom
68. 15 października 1977 – Great Malvern, Anglia – Malvern Winter Gardens
69. 16 października 1977 – Dunstable, Anglia – Queensway Hall
70. 18 października 1977 – Cleethorpes, Anglia – Winter Gardens
71. 19 października 1977 – Liverpool, Anglia – Empire Theatre
72. 21 października 1977 – Lancaster, Anglia – Lancaster University
73. 22 października 1977 – Glasgow, Szkocja – Apollo Theatre
74. 23 października 1977 – Middlesbrough, Anglia – Middlesbrough Town Hall
75. 24 października 1977 – Manchester, Anglia – Free Trade Hall
76. 25 października 1977 – Londyn, Anglia – Hammersmith Odeon
77. 27 października 1977 – Londyn, Anglia – Golders Green Hippodrome
78. 28 października 1977 – Cambridge, Anglia – Cambridge Corn Exchange
79. 29 października 1977 – Southend-on-Sea, Anglia – Kuursal
80. 31 października 1977 – Birmingham, Anglia – Mayfair Club
81. 3 listopada 1977 – Great Yarmouth, Anglia – Tiffany’s
82. 9 listopada 1977 – Norwich, Anglia – St Andrew’s Hall
83. 12 listopada 1977 – Cambridge, Anglia – Cambridge Corn Exchange
84. 16 listopada 1977 – Poughkeepsie, Nowy Jork, USA – Mid-Hudson Civic Center
85. 17 listopada 1977 – Albany, Nowy Jork, USA – Palace Theatre
86. 18 listopada 1977 – Syracuse, Nowy Jork, USA – Onondaga War Memorial Auditorium
87. 23 listopada 1977 – Knoxville, Tennessee, USA – Knoxville Civic Auditorium
88. 24 listopada 1977 – Johnston City, Illinois, USA – Freedom Hall Civic Center
89. 25 listopada 1977 – Wheeling, Wirginia Zachodnia, USA – Capitol Theatre
90. 26 listopada 1977 – Charleston, Karolina Północna, USA – Charleston Civic Center
91. 27 listopada 1977 – Atlanta, Georgia, USA – Capri Theatre
92. 29 listopada 1977 – Northampton, Pensylwania, USA – Roxy Theatre
93. 1 grudnia 1977 – Chicago, Illinois, USA – Riviera Theatre
94. 4 grudnia 1977 – Milwaukee, Wisconsin, USA – Electric Ballroom
95. 5 grudnia 1977 – Flint, Michigan, USA – Capitol Theatre
96. 7 grudnia 1977 – Nowy Jork, Nowy Jork, USA – Atlantic Studios
97. 9 grudnia 1977 – Memphis, Tennessee, USA – Mid-South Coliseum
98. 11 grudnia 1977 – Indianapolis, Indiana, USA – Market Square Arena
99. 12 grudnia 1977 – Louisville, Kentucky, USA – Freedom Hall
100. 15 grudnia 1977 – Fort Wayne, Indiana, USA – Allen County War Memorial Coliseum
101. 17 grudnia 1977 – Charleston, Karolina Północna, USA – Charleston Civic Center
102. 18 grudnia 1977 – Greensboro, Karolina Północna, USA – Greensboro Coliseum
103. 19 grudnia 1977 – Landover, Maryland, USA – Capital Theatre
104. 21 grudnia 1977 – Pittsburgh, Pensylwania, USA – Stanley Theatre